# 滇芹
滇芹（学名：Sinodielsia yunnanensis）为伞形科滇芹属下的一个种。种加词 yunnanensis 意为“云南的”。